# Jacob Moolenburgh

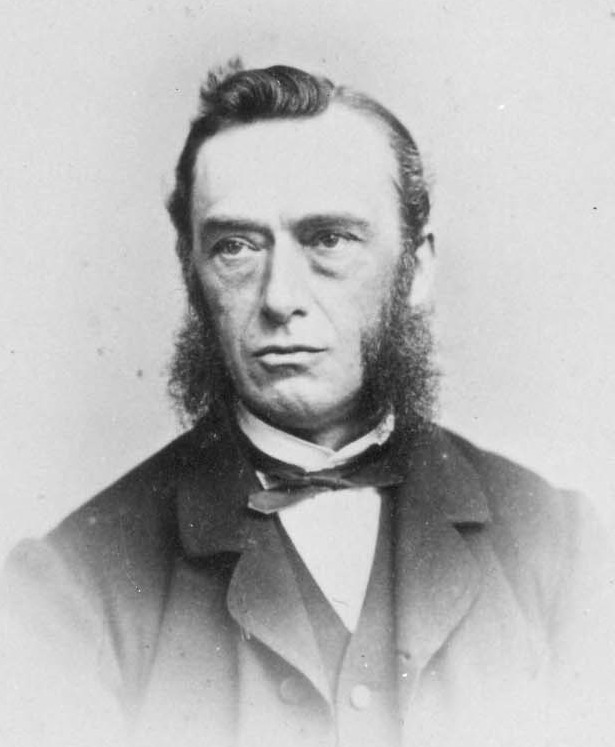
J. Moolenburg

Jacob Moolenburgh (Zonnemaire, 8 november 1827 - Zierikzee, 26 april 1892), heer van Zonnemaire, was een Zeeuws bestuurder en tussen 1883 en 1892 lid van de Eerste Kamer.

## Persoonlijk leven
Mr. J. Moolenburgh stamde uit een Zeeuwse, patricische familie en was de zoon van Huibrecht Moolenburgh (1784-1858), lid van Provinciale Staten van Zeeland, en Johanna Cornelia de Glopper (1802-1890). Hij trouwde in 1858 met Cornelia Hocke van Weel (1834-1909) met wie hij zeven kinderen kreeg (van wie er drie jong overleden). Een van zijn zoons was mr. Antonie Moolenburgh (1871-1943), heer van Zonnemaire, wethouder te Bussum, en hij was grootvader van Cornelis Moolenburgh.

## Loopbaan
Moolenburgh werd op 8 oktober 1851 tot doctor in de rechten bevorderd aan de Utrechtse Hogeschool. Hij verkreeg in november van dat jaar van de daartoe benoemde commissie, uit het Provinciaal Gerechtshof daartoe benoemd, na een afgelegd examen het getuigschrift dat hij tevens alle bekwaamheden bezat voor een notaris. Bij Koninklijk Besluit van 26 juli 1853 nummer 62 met intrekking van het besluit van 17 juni 1853 nummer 51 werd hij benoemd tot burgemeester van Bommenede en Zonnemaire. In december 1855 werd hij benoemd tot procureur bij de arrondissementsrechtbank te Zierikzee, met de machtiging om burgemeester van eerder genoemde gemeentes te blijven en in 1860 werd hij bij Koninklijk Besluit benoemd tot plaatsvervangend rechter bij diezelfde rechtbank. In 1861 bestond de Utrechtse Hogeschool 225 jaar; Moolenburgh maakte deel uit van de commissie die de reünie van oud-leerlingen organiseerde; 's avonds werd een groot feest ter ere van genoemde gebeurtenis gegeven op het Vredenburg te Utrecht. De gemeenten Zonnemaire en Bommenede verenigden zich in 1866 tot een gemeente Zonnemaire, waarvan Moolenburgh weer burgemeester werd. In september 1883 werd Moolenburgh door de Provinciale Staten van Zeeland, ter vervanging van de overleden heer mr. Borsius, gekozen tot lid van de Eerste Kamer met 33 van de 37 uitgebrachte stemmen.  Bij het overlijden van Moolenburgh, in 1892, werd uitgebreid stilgestaan door de voorzitter, A. van Naamen van Eemnes, in de Eerste Kamer.  Ook bij de Zeeuwse Landbouw Maatschappij, waarvan Moolenburgh voorzitter was, werd zijn overlijden herdacht en werd er hulde aan hem gebracht.

### Samenvatting van functies
- advocaat te Zonnemaire, van 1852 tot 1 april 1857
- burgemeester van Zonnemaire, van 1 januari 1853 tot 1 november 1873
- burgemeester van Bommenede, van 1 januari 1853 tot 4 april 1866 (gemeente samengevoegd met Zonnemaire)
- lid Provinciale Staten van Zeeland, van 29 juli 1853 tot 10 november 1883 (voor het kiesdistrict Zierikzee)
- procureur te Zierikzee, van 1 april 1857 tot 1 november 1873
- lid gemeenteraad van Zierikzee, van september 1863 tot 26 april 1892
- notaris te Zierikzee, van 1 november 1873 tot 26 april 1892
- lid Eerste Kamer der Staten-Generaal, van 29 november 1883 tot 11 oktober 1884 (voor Zeeland)
- lid Eerste Kamer der Staten-Generaal, van 17 november 1884 tot 17 augustus 1887 (voor Zeeland)
- lid Eerste Kamer der Staten-Generaal, van 19 september 1887 tot 27 maart 1888 (voor Zeeland)
- lid Eerste Kamer der Staten-Generaal, van 1 mei 1888 tot 26 april 1892 (voor Zeeland)[9]

#### Nevenfuncties
- lid plaatselijke schoolcommissie te Zierikzee
- lid Commissie van toezicht op het middelbaar onderwijs te Zierikzee
- lid curatorium Latijnse School te Zierikzee, omstreeks 1861
- ambtenaar burgerlijke stand te Zierikzee
- rechter-plaatsvervanger Arrondissementsrechtbank te Zierikzee, van 17 maart 1860 tot 26 april 1892
- lid en secretaris Commissie voor de aanleg van grindpaden op Schouwen-Duiveland, omstreeks 1864 en nog in 1875
- kerkvoogd Nederlandse Hervormde Kerk te Zierikzee, omstreeks 1869
- voorzitter commissie van beheer legaat Dekker, omstreeks 1864 en nog in 1868
- secretaris-penningmeester commissie van beheer legaat Dekker, omstreeks 1869
- commissaris van de Spaarbank te Zierikzee
- commissaris van toezicht "De Zierikzeesche Commandiet Kas", omstreeks 1872
- commissaris Nutsspaarbank te Zierikzee
- ouderling Nederlandse Hervormde Kerk te Zierikzee, omstreeks 1872
- lid commissie van huldeblijk voor wijlen J.R. Thorbecke, omstreeks 1872
- lid klassikaal bestuur Nederlandse Hervormde Kerk, omstreeks 1873
- voorzitter Landbouwhuishoudkundig Congres te Zierikzee, 1876
- hoofdingeland waterschap Schouwen, omstreeks 1881 en nog in 1892
- lid dijkraad calamiteuze waterschap Nieuw Bommenede
- lid Raad van Commissarissen Zierikzeesche Stoombootmaatschappij, omstreeks 1886
- voorzitter/commissaris Zeeuwsche Brandwaarborgmaatschappij te Zierikzee
- algemeen voorzitter Maatschappij tot bevordering van Landbouw en veeteelt te Zeeland, omstreeks 1885 en nog in 1889

- Biografisch Portaal: 66976621
- International Standard Name Identifier: 0000 0003 9407 8038
- Nederlandse Thesaurus van Auteursnamen: 130582549
- Parlement.com: vg09ll3he000
- Virtual International Authority File: 288525276
- WorldCat: E39PBJm9f6gKwpJTJTmFgQr6rq